# Vog
Ne doit pas être confondu avec Panache volcanique.

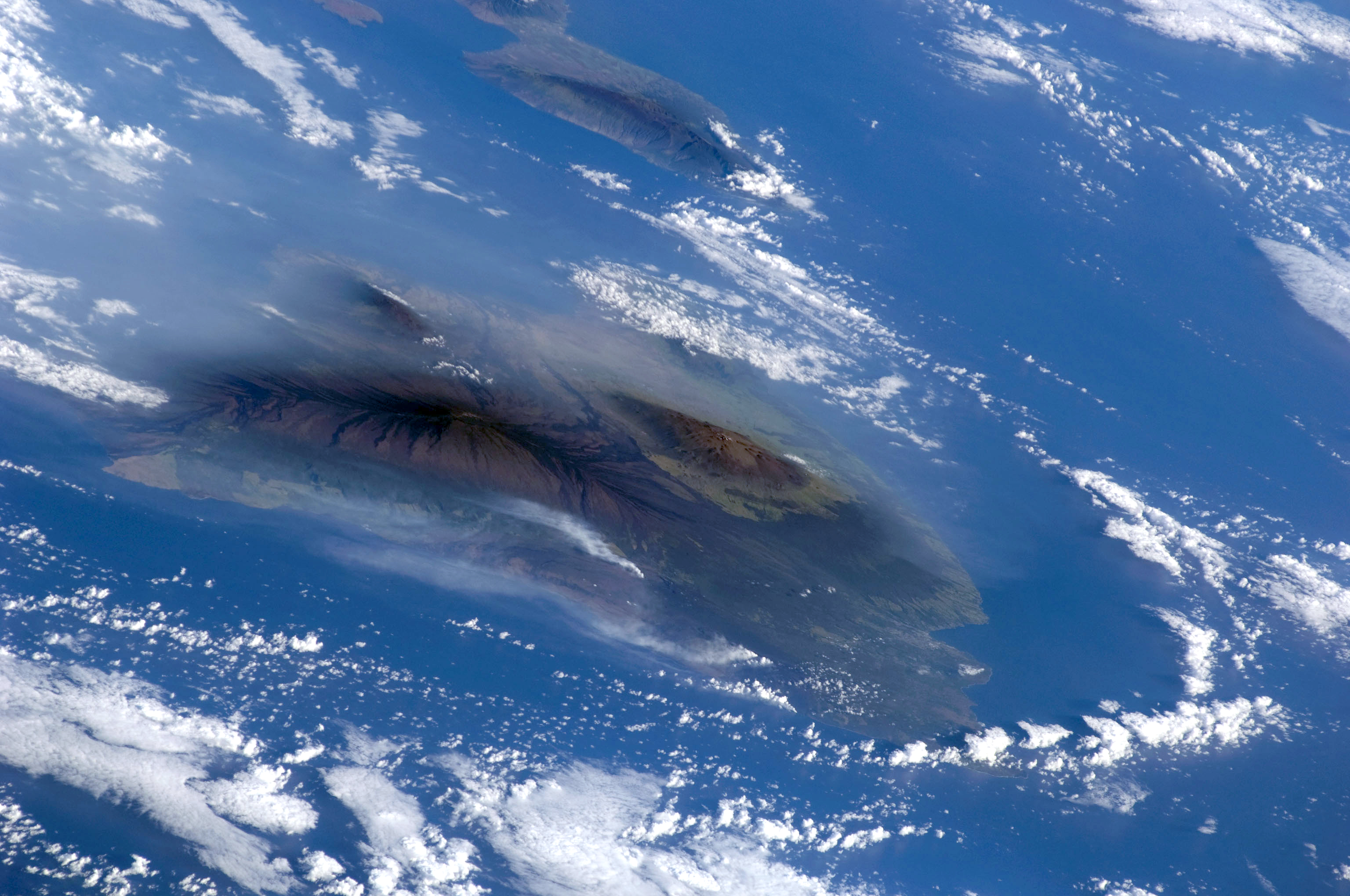
Image satellite de l'île d'Hawaï enveloppée dans du vog alimenté par les panaches volcaniques du Halemaʻumaʻu et du Puʻu ʻŌʻō.

Le vog, mot-valise anglais formé à partir de « volcanic » et « fog » sur le même principe que « smog », est un aérosol généré par le volcanisme.

## Caractéristiques
Le vog se forme lorsque des gaz volcaniques, notamment du dioxyde de soufre, réagit avec le dioxygène et la vapeur d'eau atmosphérique en présence de rayonnement solaire, donnant naissance à de l'acide sulfurique et des sulfates. Ce terme est surtout utilisé à Hawaï.

## Conséquences sanitaires

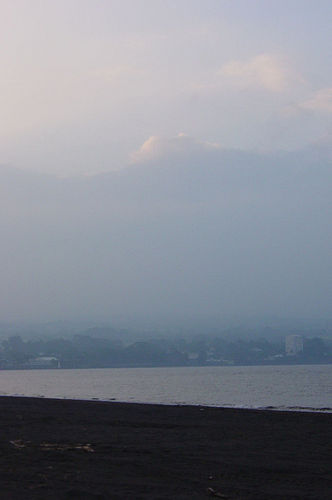
La baie de Hilo à Hawaï noyée sous un vog en 2005.

Le vog constitue une pollution atmosphérique et peut conduire à des crises sanitaires en raison du risque d'irritation des yeux, du système respiratoire et des muqueuses pouvant mener à des affections ophtalmiques et des insuffisances respiratoires.